# Rapunzelov sindrom
Rapunzelov sindrom je ekstremno retko stanje kod ljudi koje nastaje jedenjem kose (trihofagija). Sindrom je nazvan po engleskom nazivu za Zlatokosu iz priča Braće Grim. Trihofagija se nekada povezuje sa čupanjem kose tj. Trihotilimanijom.

## Znakovi i simptomi
Karakteristike simptome uključuju:
- Telo trihobezoara (loptice od kose) locirane u stomaku, i njegov "rep" u debelom crevu.
- Dešava se kod psihijatrijskih oboljenja.
- Trihotilomanija

## Lečenje
Ljudski sistem za varenje nema sposobnost varenja ljudske kose, pa trihobezoar mora da bude operisan. Pacijentima obično treba psihijatrijska evaluacija i lečenje zbog asocijacije sa oboljenjima kao Trihotilomania.

## Literatura
- Duncan ND, Aitken R, Venugopal S, West W, Carpenter R (jun 1994). „The Rapunzel syndrome. Report of a case and review of the literature”. West Indian Med J. 43 (2): 63—5. PMID 7941500.
- Levy RM, Komanduri S (novembar 2007). „Images in clinical medicine. Trichobezoar”. N. Engl. J. Med. 357 (21): e23. PMID 18032760. doi:10.1056/NEJMicm067796. Генерални сажетак – CNN (22. 11. 2007).
- Matejů E, Duchanová S, Kovac P, Moravanský N, Spitz DJ (septembar 2009). „Fatal case of Rapunzel syndrome in neglected child”. Forensic Sci. Int. 190 (1-3): e5—7. PMID 19505779. doi:10.1016/j.forsciint.2009.05.008.
- Pul N, Pul M (1996). „The Rapunzel syndrome (trichobezoar) causing gastric perforation in a child: a case report”. Eur. J. Pediatr. 155 (1): 18—9. PMID 8750804. doi:10.1007/bf02115620.